# Blanchefontaine
Blanchefontaine is een gehucht in de Belgische gemeente Vielsalm.

## Geschiedenis
Op 12 maart 1847 fuseerde Blanchefontaine met 2 dorpen en vijf andere gehuchten tot een nieuwe gemeente Petit-Thier.
Bij de gemeentelijke fusies van 1977 werd Petit-Thier een deelgemeente van Vielsalm.
Deelgemeenten: Bihain · Grand-Halleux · Petit-Thier · Vielsalm

Overige dorpen: Bêche · Burtonville · Cahay · Commanster · La Comté · Dairomont · Ennal · Farnières · Fraiture · Goronne· Hébronval · Joubiéval · Neuville · Ottré · Petit-Halleux · Petit-Tailles · Provedroux · Regné · Rencheux · Salmchâteau · Ville-du-Bois 

Belgische gemeenten · Arrondissement Bastenaken · Luxemburg · Wallonië